# Templo de Nuestra Señora de Guadalupe (Gualupita)
Es un templo católico ubicado en la comunidad de Guadalupe Yancuictlalpan "Gualupita", pertenece a la parroquia del municipio de Tianguistenco, Estado de México. Este edificio ha sido catalogado como uno de los diez templos con arquitectura maravillosa dentro del estado de México.
El templo está dedicado a la Virgen María en su advocación de Nuestra Señora de Guadalupe. Se empezó a construir en el año de 1679, y se terminó en 1789, como lo indica una inscripción en la torre sur del templo. 
Cada año el 12 de diciembre la comunidad celebra una gran fiesta en honor a su patrona.

## Historia
Cuenta la tradición oral, que en el siglo XVI se llevaba por varios pueblos a la Virgen Peregrina del Tepeyac ya que se querían recolectar fondos para la construcción de la antigua Basílica de Guadalupe. Cuando la comitiva que llevaba la imagen paso por el lugar donde actualmente se encuentra la iglesia, descansaron, pero al querer irse la imagen se hizo pesado, por lo que aquellas personas pensaron que la imagen ya no se quería ir, creyendo que era un milagro desde entonces la imagen se quedó en este lugar.
Los registros en la parroquia de Xalatlaco dicen que primero se construyó una pequeña capilla y en 1679 se comenzó a construir la iglesia actual, a cargo del párroco de dicha comunidad. 
En la primera mitad del siglo XX, el templo sufrió un incendio, la mayor pérdida fue su retablo principal, por lo que tiempo después se construyó de cantera, y así es como lo apreciamos hoy.

## Descripción
Fachada
Originalmente el templo solo contaba con la torre sur, ya que la torre norte se construyó en 1955. 
Interior
El templo tiene planta de cruz latina, en las orillas del transepto se encuentran retablos de madera recubiertos con hoja de oro. En el crucero se eleva una cúpula con grandes ventanas y en el ábside se encuentra el altar mayor hecho de cantera. Todo el templo, tanto en paredes y techo está ornamentado con molduras de yeso cubiertas con hoja de oro.

## Murales
A lo largo de la nave del templo encontramos pinturas que aluden a la aparición de la Virgen de Guadalupe en el Tepeyac de acuerdo con el Nican Mopohua. El autor de los murales es G. Alcántara H.